# 제이미 보처트
제이미 보처트(Jamie Bochert, 1983년 ~ )는 미국의 모델이다.